# XVII Exposição Europeia de Arte Ciência e Cultura

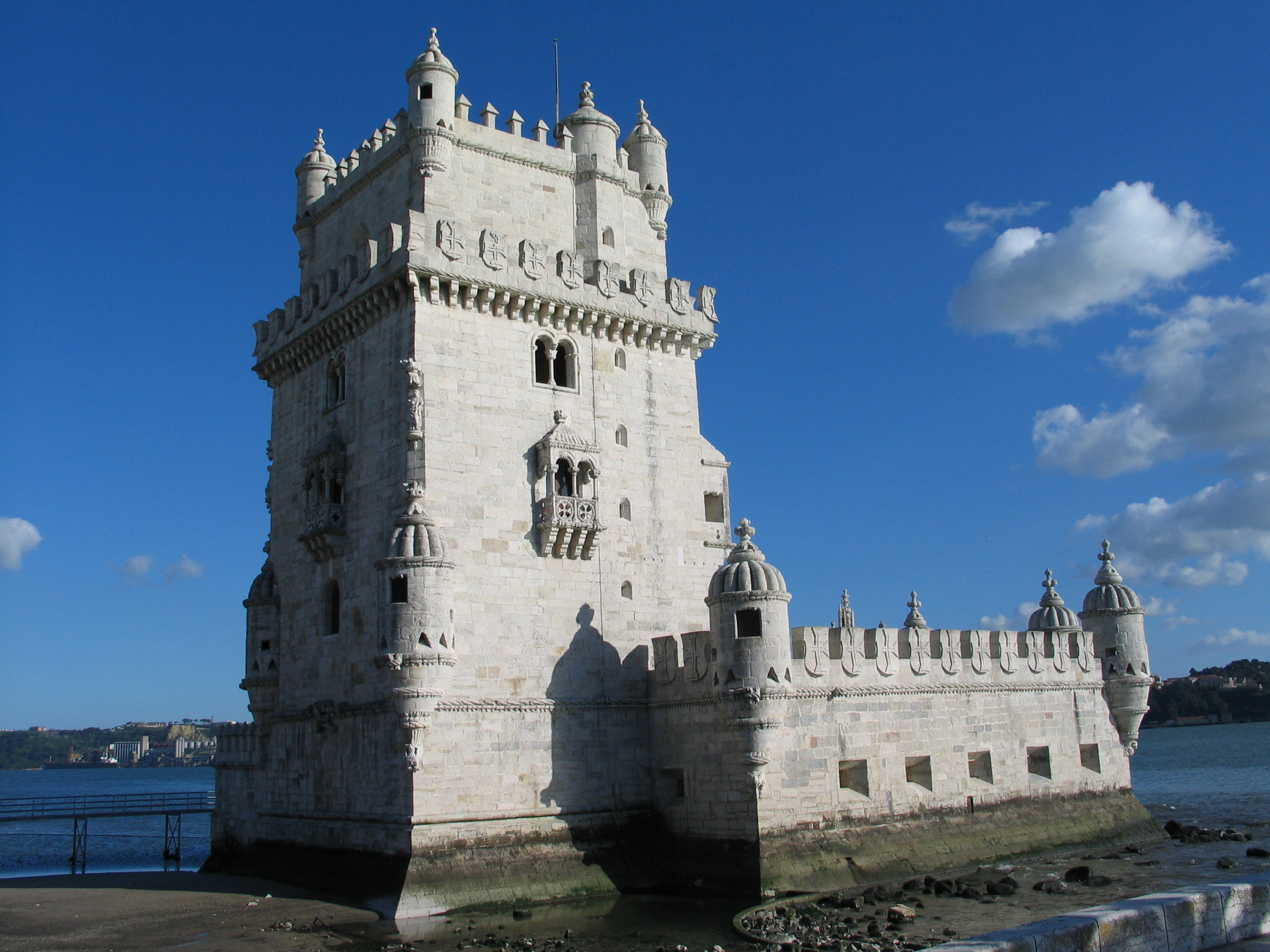
A torre de Belém constituiu um dos núcleos da exposição.

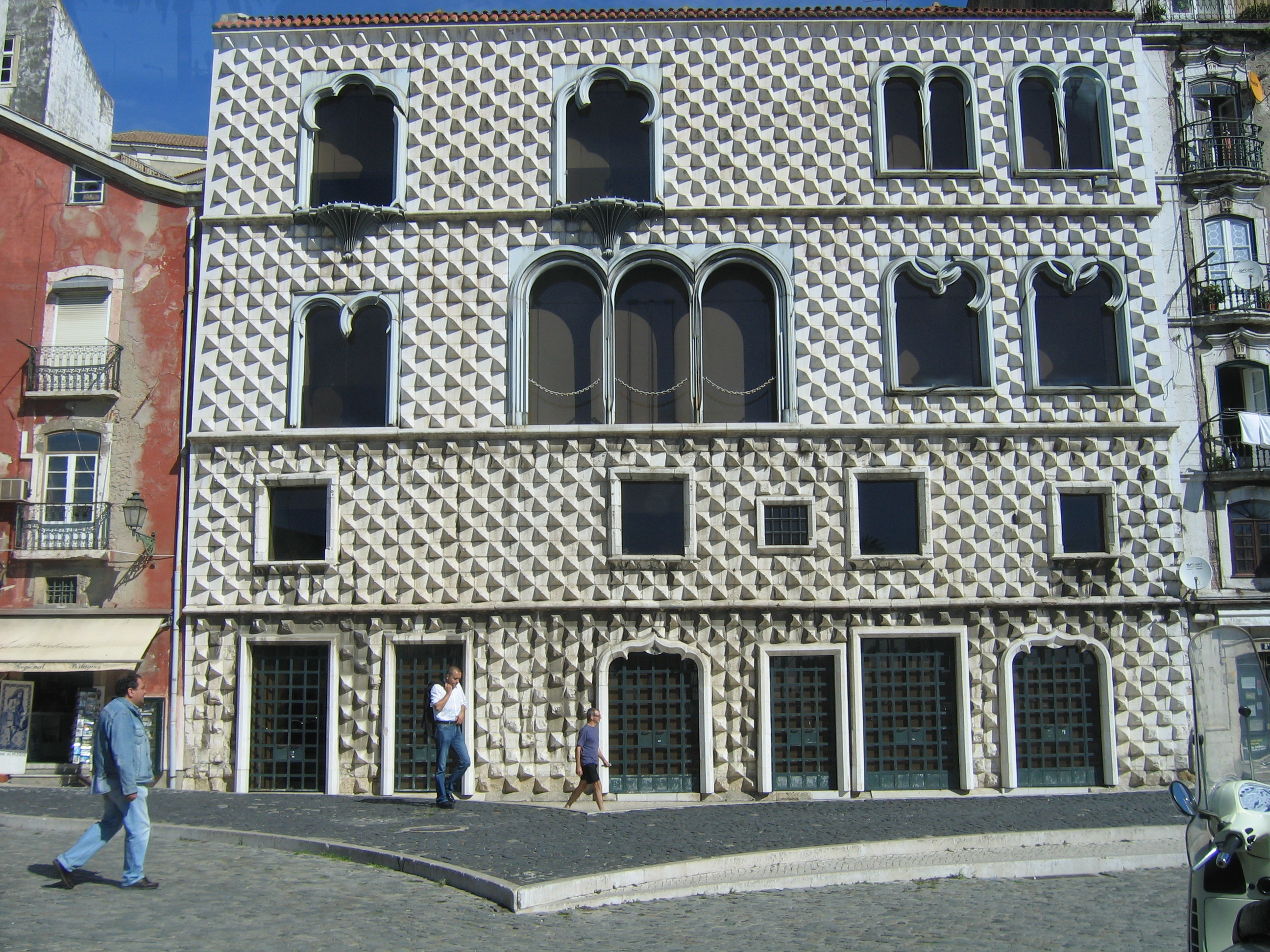
A casa dos bicos foi restaurada para a exposição.

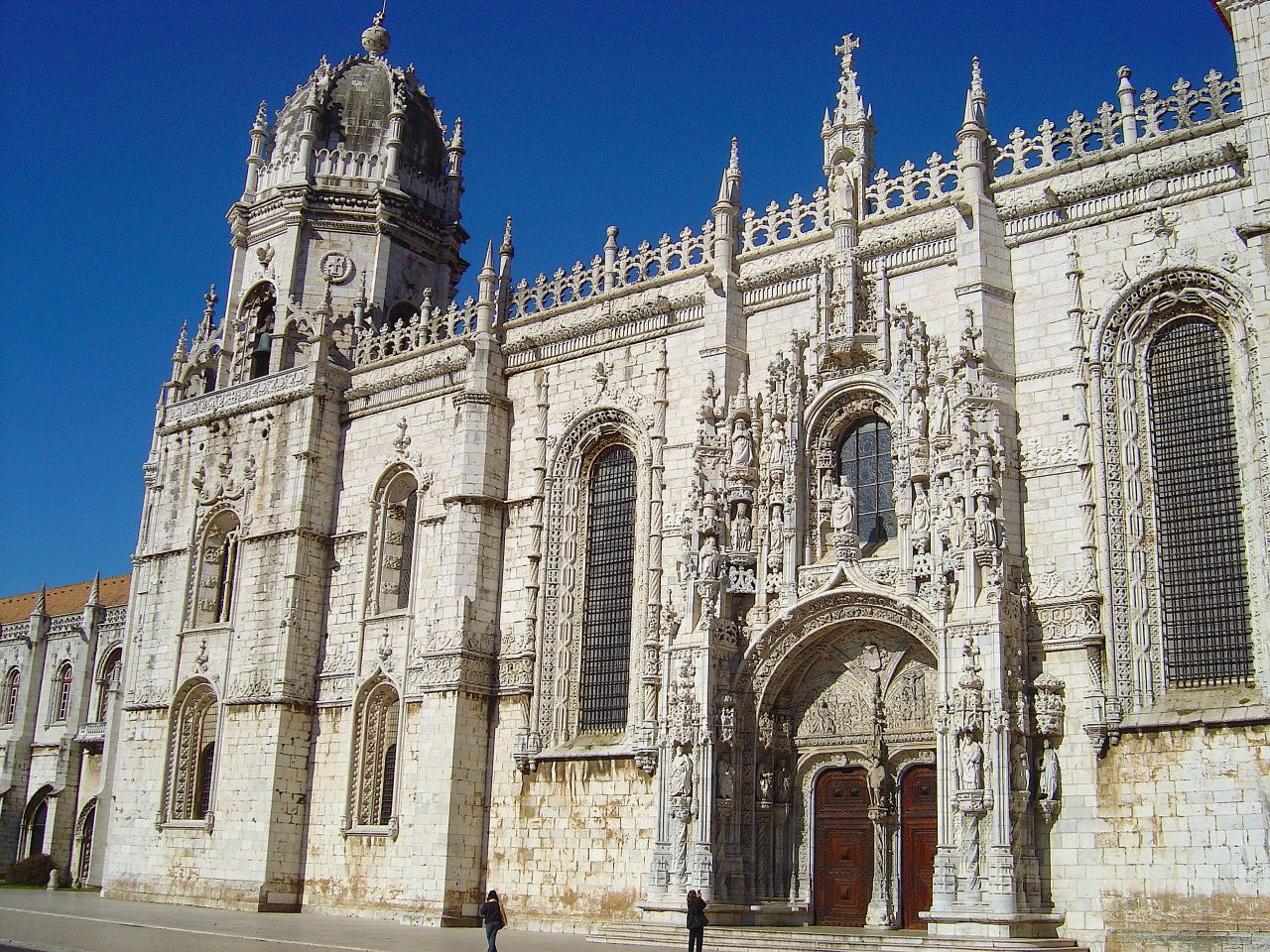
O mosteiro dos Jerónimos integrou a exposição.

XVII Exposição Europeia de Arte Ciência e Cultura foi uma importante exposição de grandes dimensões realizada em Lisboa, em Portugal, no ano de 1983, subordinada ao tema: Os descobrimentos portugueses e a Europa do renascimento.

## Núcleos
A exposição foi dividida em 5 núcleos complementares, dedicados a subtemas. Materializados por museus e monumentos emblemáticos da capital portuguesa, os núcleos temáticos distribuíram-se da seguinte forma:
- Casa dos Bicos - "A dinastia de Avis". É de notar que os dois andares superiores da Casa dos Bicos foram reconstruídos no âmbito desta exposição, após terem sido destruídos pelo Terramoto de 1755.
- Convento da Madre de Deus - "Os antecedentes medievais dos descobrimentos".
- Mosteiro dos Jerónimos - "As navegações portuguesas e as suas consequências".
- Torre de Belém - "Armaria dos séculos XV a XVII". Este monumento foi na altura submetido a obras de restauro e adaptação à exposição.[2] No mesmo ano, a torre passou a integrar a lista do Património Mundial, da Unesco.
- Museu Nacional de Arte Antiga - "Portugal dos descobrimentos e a Europa do renascimento".

## Organização
Inaugurada a 7 de Maio de 1983, fechou as portas em Outubro do mesmo ano. A organização da exposição contou com a colaboração de Luís Filipe Llach Krus, Pedro Canavarro (Comissário Geral), Prof. Arqº Sebastião Formosinho Sanches (Comissário Técnico), Luís de Albuquerque (responsável pelo núcleo do Mosteiro dos Jerónimos, após a morte do Almirante Avelino Teixeira da Mota, que foi o responsável pela exposição deste núcleo até à sua morte, ocorrida a 1 de Abril de 1982) e José Mattoso (responsável pelo núcleo do Convento da Madre de Deus, do qual resultou a obra «A voz da terra ansiando pelo mar»), entre outras personalidades.